# Горно Жабско
Горно Жапско или Горно Жабско (на сръбски: Горње Жапско или Gornje Žapsko) е село в Югоизточна Сърбия, Пчински окръг, Град Враня, община Враня.

## География
Селото се намира в полупланински район. Разположено е край десния бряг на Жабската река. По своя план е пръснат тип селище. Отстои на 15 км южно от общинския и окръжен център Враня, на 1,8 км източно от село Долно Жапско, на запад от село Горна Отуля и на север от селата Булесовце и Миланово.

## История
Първоначално Горно Жабско и купно село разположено при днешната Долна махала (Село). Впоследствие част от жителите му се установяват в имотите си извън селото, с което постепенно започва оформянето на отделни махали. Към 1903 г. селото е съставено от три махали – Горна, Долна и Грамадарска и има 33 къщи.
По време на Първата световна война Горно Жабско е във военновременните граници на Царство България, като административно е част от Вранска околия на Врански окръг, Преображенска община. През 1916 година има 240 жители.

## Население
Според преброяването на населението от 2011 г. селото има 86 жители.

### Етнически състав
Данните за етническия състав на населението са от преброяването през 2002 г.
- сърби – 108 жители (99,08%)
- неизяснени – 1 жител (0,92%)

## Културни и природни забележителности
На 2 км югоизточно от селото е разположен женския горножабски манастир „Свети Стефан“.